# テンプル・グランディン

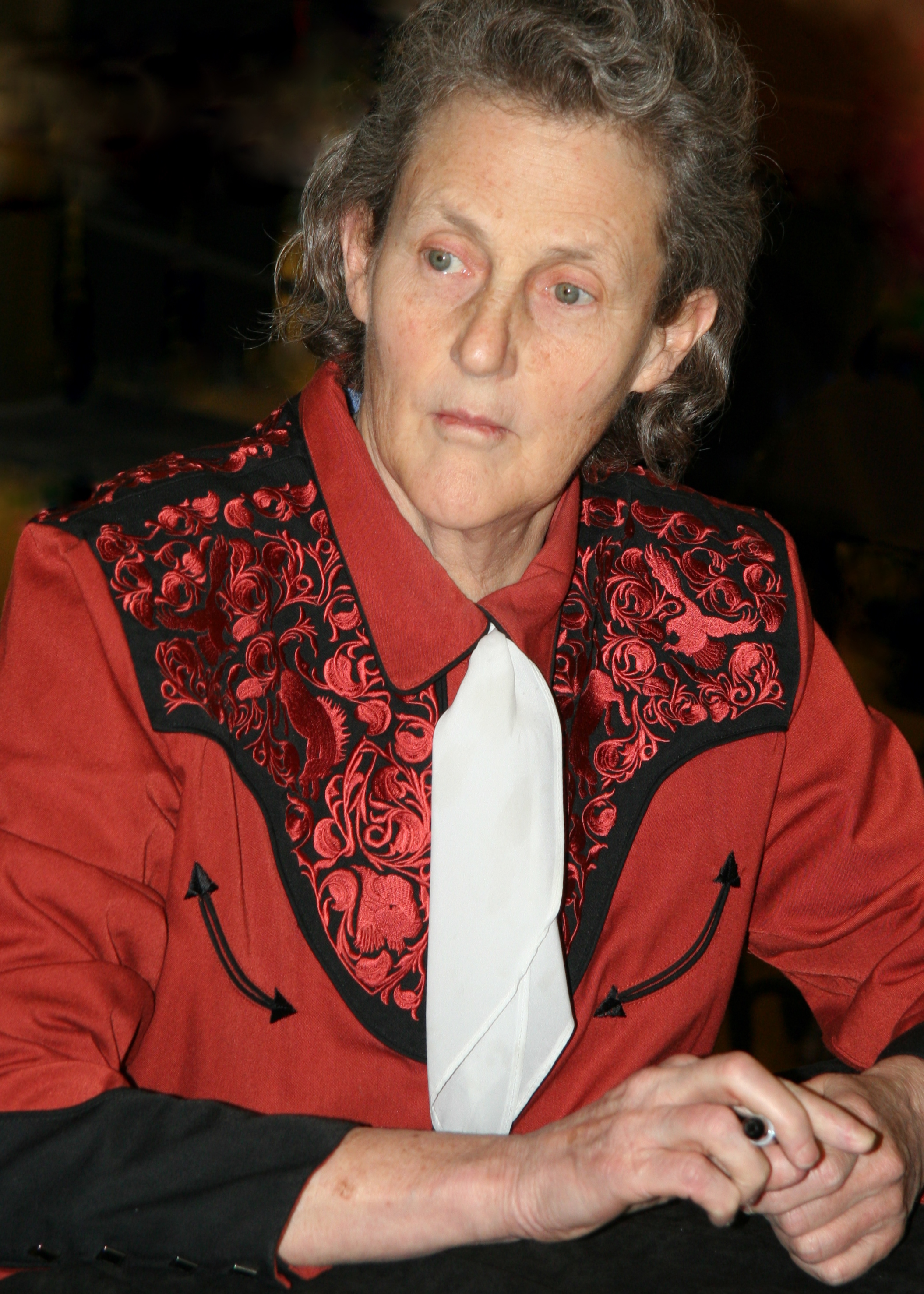
テンプル・グランディン（2011年）

テンプル・グランディン（Temple Grandin, 1947年8月29日 - ）は、アメリカ合衆国の動物学者、非虐待的な家畜施設の設計者。女性。ボストン生まれ。コロラド州立大学教授。自閉症を抱えながら社会的な成功を収めた人物として知られている。

## 生い立ち
自閉症がまだ社会に認知されていない時代に育ったグランディンは、2歳の時、脳に障害があると診断され特別な保育施設に預けられた。その後1950年代に自閉症と診断された。グランディン本人によると小学校卒業後、良い指導者に恵まれたことで、1960年代にはニューハンプシャー州リンジにある寄宿学校、ハンプシャー・カントリー・スクールへ入り、1970年にフランクリン・ピアース・カレッジで心理学学士、1975年にアリゾナ州立大学で動物学修士、1989年にイリノイ大学アーバナ・シャンペーン校にて動物学博士を取得した。
自分自身の神経発作を抑えるために、牛などの家畜にワクチンなどを接種する際に用いる締め付け機にヒントを得て設計製作した、Hug machine (締め付け機)は、アメリカなどの子供の施設では今でも使われている。日本にもグランディンが引いた図面をもとに製作された締め付け機が存在する。一台は帝京科学大学 作業療法学科の石井孝弘教授により作成され、他の一台は京都市立芸術大学の中原浩大准教授により作成されている。

## 障害
自閉症の中でも学力の高い高機能自閉症である。同じことを繰り返し話したりするため「テープレコーダー」などとからかわれた。現在、自閉症啓発のための講演活動を行っている。

## 家畜福祉推進の担い手として
動物への深い愛情は、動物が環境をどのように認識しているかについて、グランディンに洞察力をもたらし、家畜福祉におけるグランディンの生涯にわたる画期的な研究の基盤となった。1990年代には、屠殺場における動物福祉を評価するための、世界初のスコアリングシステムを開発。米国農務省（USDA）や大手食品会社に採用された彼女の監査プロトコルは、動物福祉に革命をもたらした。

## 名声
グランディンは、1995年に出版されたオリバー・サックスの著作で取り上げられたことがきっかけで、一般に知られるようになった。その著作のタイトルである『火星の人類学者』は、グランディンが「正常」な人との交流について語った言葉に由来している。
その後グランディンは、ABCの『プライムタイム・ライブ』『トゥデー・ショー』『ラリー・キング・ライブ』のようなテレビ番組や『タイム』誌、『ピープル』誌、『フォーブス』誌、『ニューヨーク・タイムズ』紙にも取り上げられ、また2006年6月8日にBBCで最初に放送された、ホライゾン・ドキュメンタリー "The Woman Who Thinks Like A Cow"  の題材にもなった。
グランディンは自閉症啓蒙活動と、家畜の権利保護について世界的な影響力のある学者の一人であり、アメリカとカナダの肉牛の半数はグランディンが設計した施設で処理されている。
彼女の半生を描いたアメリカのテレビ映画『テンプル・グランディン～自閉症とともに』（原題:Temple Grandin, 主演:クレア・デインズ）(2010年HBO、日本ではLaLa TVで放送)は絶賛され、第62回エミー賞テレビ映画部門で、作品賞や主演女優賞など多くの賞を獲得した。

## 著作（日本語訳）
- 我、自閉症に生まれて （マーガレット・M. スカリアーノとの共著、カニングハム久子訳）、学習研究社、1994年3月。
- 自閉症の才能開発 ―自閉症と天才をつなぐ環 （カニングハム久子訳）、学習研究社、1997年7月。
- 動物感覚 ―アニマル・マインドを読み解く（キャサリン・ジョンソンとの共著、中尾ゆかり訳） 日本放送出版協会、2006年5月。
- アスペルガー症候群・高機能自閉症の人のハローワーク （ケイト・ダフィーとの共著、梅永雄二監修）、明石書店、2008年6月。
- 自閉症感覚 ―かくれた能力を引きだす方法 （中尾ゆかり訳）、日本放送出版協会、2010年4月。
- 動物が幸せを感じるとき ―新しい動物行動学でわかるアニマル・マインド （キャサリン・ジョンソンとの共著、中尾ゆかり訳）、NHK出版、2011年12月。
- 自閉症の脳を読み解く どのように考え、感じているのか（リチャード・パネクとの共著、中尾ゆかり訳）、NHK出版、2014年3月。
- ビジュアル・シンカーの脳 「絵」で考える人々の世界  （中尾ゆかり訳）、NHK出版、2023年7月。